# Петрозаводський державний університет
ФДБОУ ВО «Петрозаводський державний університет» (ПетрДУ, до 1956 — Каре́ло-Фі́нський держа́вний університе́т) — класичний університет у столиці Карелії м. Петрозаводськ з російською мовою викладання.
Засновано 1940 року. До складу університету входять 11 освітніх інститутів, 67 катедр, 8 науково-дослідних інститутів та інші структурні підрозділи. 2017 року університет отримав статус опорного вишу.

## Історія становлення та розвитку ПетрДУ

### Заснування ПетрДУ
24 квітня 1940 року на з'їзді Компартії КФРСР керівник Карело-Фінської РСР Г. М. Купріянов у своїй доповіді зазначив, що для підвищення господарсько-культурного життя і науки краю необхідно приділити особливу увагу розвитку вищої освіти у регіоні. 2 червня 1940 року вийшла постанова ЦК Компартії та Ради Народних Комісарів Карело-Фінської РСР «Про відкриття Карело-Фінського державного університету». Вище керівництво країни підтримало це рішення, і Рада Народних Комісарів Союзу РСР 10 червня 1940 року прийняла постанову № 1209 про відкриття Карело-Фінського державного університету (на базі Карельського державного педагогічного інституту), скорочено — КФГУ, у складі 4-х факультетів: історико-філологічного, фізико-математичного, біологічного, географо-гідрогеологічного. На університет покладали завдання підготовки великої кількості фахівців для народного господарства та розвиток наукових досліджень.
Становлення університету виявилося дуже непростою справою; довелося вирішувати безліч важких завдань, пов'язаних з одночасним будівництвом навчальних приміщень, житла для викладачів і студентів, закупівлею необхідного обладнання і приладів, комплектацією наукової бібліотеки вишу, розробкою робочих планів і методичних посібників. Проте всі ці завдання зрештою вирішили, і до осені 1940 року до своєї роботи приступили 17 катедр, на котрих працювало 62 викладачі, включно 5 докторів наук, професорів і 32 кандидати наук, доцентів. 2 вересня 1940 року понад 700 студентів усіх курсів розпочали своє навчання у молодому виші, з них 417 осіб були першокурсниками. 7 вересня 1940 року відбулося урочисте відкриття університету.
Першим ректором університету був призначений фінський червоний емігрант Тууре Вальдемар Лехен.
Першим проректором з навчальної і наукової роботи було призначено Костянтина Дмитровича Митропольського.
Деканами факультетів було призначено:
- М. Г. Нікулін — історико-філологічний факультет,
- А. А. Райкерус — фізико-математичний факультет,
- Е. Д. Маневич — біологічний факультет,
- М. А. Тойкка — геолого-гідрологічний факультет[10].

21 травня 1941 року затвердили Вчену раду, складена з 25 членів. Рада вирішувала різні питання, пов'язані з університетським життям, а також могла присуджувати вчені ступеня та звання за такими спеціальностями: теоретична фізика, фізіологія людини і тварин, фізіологія рослин, генетика, історія СРСР, фольклор.

### ПетрДУ у роки Другої світової війни

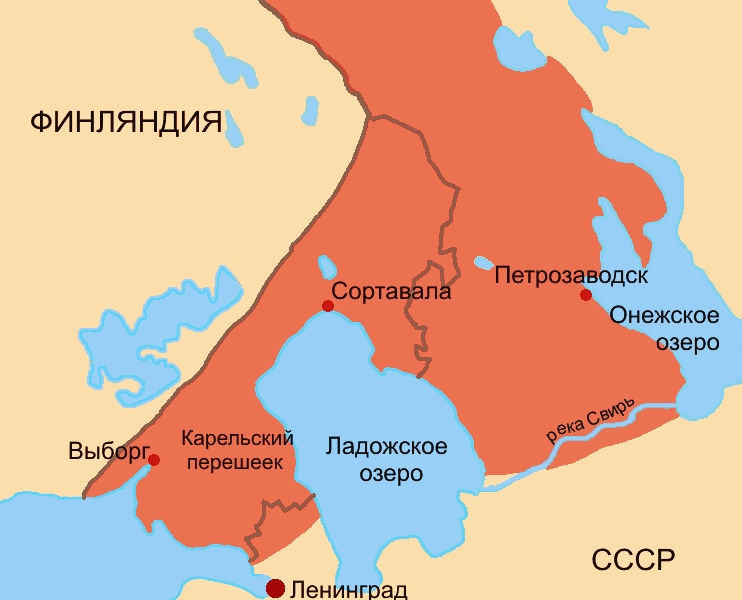
Границя найбільшого просування фінської армії під час війни 1941−1944. На карті також показано межі до та після радянсько-фінської війни 1939−1940 рр.

Перший навчальний рік добігав кінця; студенти складали сесію, будували плани на літо. Однак 22 червня 1941 року о 4 годині ранку спалахнула Німецько-радянська війна. У зв'язку з цим лихом, 28 червня у Петрозаводську відбувся загальноуніверситетські збори, на яких їхні учасники виявили бажання боротися з ворогом. У перші місяці війни на фронт ішли студенти, співробітники та викладачі; серед них був і ректор університету Т. В. Лехен. Усього пішло 328 осіб. Також свій внесок у боротьбу з ворогом студенти і викладачі вносили не тільки на поле бою, а й у тилу, працюючи на заводах, будуючи оборонні та інші споруди.
В кінці літа 1941 фронт просунувся до міста Петрозаводську (1 жовтня 1941 Петрозаводськ повністю окуповало фінське військо). Уряд ухвалив рішення про евакуацію університету. Значну частину майна університету змогли вивезти до міста Сиктивкар республіки Комі. Там університет продовжив свою роботу, тісно взаємодіючи із педагогічним інститутом Комі. У цю непросту годину керівництво КФГУ і педінститутом здійснював К. Д. Митропольський. Проректором двох вишів був ректор педінституту Г. П. Балін.
Попри усі тягарі воєнного часу, не стояла на місці і науково-дослідна діяльність, хоча в її тематиці відчувалися зміни: тепер її зорієнтували на потреби оборони держави, завдання народногосподарського розвитку Північного регіону та виявлення резервів для військових потреб. Наприклад, вчені-геологи проводили розвідку запасів корисних копалин в республіці Комі та Приуралля, а катедра фізіології рослин вивчала морозостійкість картоплі, акліматизацію тютюну і цукрових буряків в умовах Півночі.
У червні 1944 року вході Петрозаводсько-Свірської наступальної операції стався розгром окупантів на південній території Карелії. 28 червня того ж року радянські війська увійшли до Петрозаводська. Восени усі землі Карелії було відвойовано.
У червні 1944 року уряд Карело-Фінської РСР ухвалив рішення про реевакуацію університету. 30 липня 1944 року викладачі з сім'ями і студенти повернулися до Петрозаводська із Сиктивкара. У ході бойових дій було зруйновано будівлю університету, знищено все обладнання і бібліотеку. Студентам та співробітникам вишу довелося покласти чимало сил на його відновлення. Також у відновленні активно взяло участина керівництво карельської республіки. За рахунок викладачів, що поверталися з фронту, відновлювався професорсько-викладацький склад вишу. Новий навчальний 1944 рік розпочався 2 жовтня, до занять приступило 242 студенти. Влітку 1945 року університет відзначив свій п'ятирічний ювілей. Торішнього серпня 1945 року у петрозаводському університеті розпочав свою діяльність новий ректор В. С. Чепурнов.
Під час Німецько-радянської війни загинули та зникли безвісти 90 студентів, викладачів і співробітників. Про долю 42 чоловік досі нічого не відомо. Утім, незважаючи ні на що, за пору з 1942 по 1945 роки університет змогли закінчити 65 випускників, з них: один географ, три геологи, шість математиків, біологів — 21, істориків та філологів — 34.

### Утворення та розвиток ПетрДУ в 1950-ті − 1960-ті роки
За відновлення Карельської республіки у повоєнні роки гостро відчувалася нестача кваліфікованих кадрів. У зв'язку з цим місцева влада спільно з Міністерством вищої і середньої спеціальної освіти СРСР ухвалила рішення щодо відкриття в університеті низки спеціальностей, пов'язаних з промисловістю, будівництвом та сільським господарством.
1951 року було створено інженерно-технічний факультет, його деканом став В. С. Артамонов. На цьому факультеті готували лісоінженерів-технологів, агрономів і зооінженерів. У травні 1954 року цей факультет було поділено на два окремих факультети: лісоінженерний на чолі з деканом О. Л. Лукашиним та геологорозвідувальний на чолі з деканом В. С. Артамоновим. 1956 року на лісоінженерному факультеті відкрито вечірнє відділення для робітників і службовців Онезького тракторного заводу.
Водночас, того ж року Міністерство геології СРСР ухвалило рішення про недоцільність підготовки фахівців геолого-розвідувального профілю у стінах Карело-фінського університету, тому 1960 року у ВНЗ стався останній випуск геологів.
1951 року скасували фізико-математичний і біологічний факультети. Замість них створили природничо-математичний факультет, на якому навчалися за такими напрямами: математичним, біологічним і сільськогосподарським. У лютому 1954 року цей факультет поділили на два факультети: фізико-математичний на чолі з деканом А. А. Райкерусом і природний (1958 року перейменовано на сільськогосподарський) на чолі з деканшою М. П. Мироновою.
З 8 жовтня 1956 року почала виходити багатотиражна газета «Петрозаводський університет». Матеріал для газети пропонували викладачі і студенти. З 1996 року газета має свою веб-сторінку на сайті ПетрДУ.
1957 року введено нові правила прийому, згідно з якими перевагу під час вступу стали отримувати особи з трудовим стажем не менше двох років та демобілізовані з лав радянської армії. Раніше скасовали плату за навчання.
1958 року, ґрунтуючись на законі про зміцнення зв'язку школи з життям, за факультетами вишу закріпили бази практик. Зміни не могли не торкнутися й історико-філологічного факультету. З 1957 по 1963 рік було тимчасово припинено набір на спеціальність «фінська мова і література».
1960 року в університеті відкрито медичний факультет. Щорічний прийом на денне відділення спочатку становив 150 осіб та на вечірнє (з 1961 року) 50 осіб. Факультетом керувала представниця ленінградської медичної школи Н. Б. Лихачова.
У грудні 1961 року при університеті створено перший у Карельській АРСР інформаційно-обчислювальний центр, на базі якого 1991 року створено Регіональний центр нових інформаційних технологій.

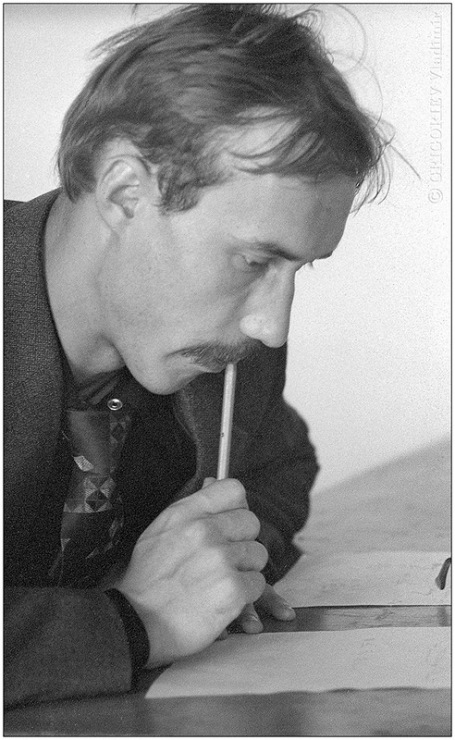
Студент-заочник на іспиті

1962 року відкрився загальнотехнічний факультет (скорочено — ЗТФ). До нього входило чотири потоки: механічний, будівельний, енергетичний і технічний. Факультет здійснював підготовку за вечірньою та заочною формами навчання майже за 50 спеціальностями протягом трьох років, після чого студентів переводили на інші інженерні спеціальності університету та інших технічних вишів країни.
16 червня 1964 року Постановою ЦК КПРС та Ради Міністрів СРСР університету було надано ім'я О. В. Куусінена.
1968 року на базі будівельної спеціальності вдалося створити ще один самостійний факультет промислового і громадянського будівництва (скорочено — ПГС) на чолі з професором В. В. Казіним.
Завдяки всім цим змінам університет спромігся стати багатопрофільною кузнею кадрів, значно зріс приплив учнів, збільшилася чисельність професорсько-викладацького складу й обслуговального персоналу. Наприклад, до 1970 року на 47 катедрах вишу працювало 483 викладачі, з них 30 — це доктори наук і професори, 190 кандидатів наук і доцентів, загальна кількість науково-педагогічних працівників становила 529 осіб.
У 1950-ті та 1960-ті роки в університеті дуже зарадно велася наукова робота: так, наприклад, викладачі і студенти історико-філологічного факультету брали активну участина в археологічних, фольклорних та діалектичних експедиціях, до яких вони збирали матеріали з історії, культури корінних народів республіки. Завдяки працям істориків було введено в обіг велику кількість нових документальних джерел, які до цього були недоступні широкому колу читачів. Вишовські мовознавці займалися упорядкуванням словників фінсько-російської та російсько-фінської мов (видано 1947, 1955, 1963 рр.). Вчені університету, які займалися природничо-технічними напрямами, теж вели важливі дослідження і домагалися в них суттєвих результатів, таких як: розробка кількісних методів й устатковання газорідинної хроматографії стероїдів; розробка методів поділу і розбору оптично активних ізомерів біологічно важливих сполук — амінокислот, фосфатидів; вивчення впливу механізму руйнування металів при втомі та зносі та з'ясування фізичного механізму «старіння» сплавів; розробка математичного опису процесів лісопильного виробництва.
За цієї пори жваво розвивалося і позанавчальне студентське життя. 1952 року заслужений артист КАСРС Ю. О. Сунгуров створив театральну студію. У ній ставили спектаклі з праць О. М. Островського, Л. І. Ошаніна, О. М. Арбузова, Б. Брехта, глядачі дуже тепло їх приймали. Одночасно зі створенням театральної студії утворили фінсько-драматичний гурток під керівництвом заслуженого артиста РФРСР і КАСР Т. І. Ланкінена.
1962 року в стінах вишу народився академічний хор студентів під керівництвом Г. Є. Терацуянца. 1964 року утворився туристичний клуб «Сампо» під керівництвом Ю. С. Ланьова, який згодом захопив у туристичну романтику не одну сотню студентів. 1966 року створено клуб міжнародної дружби «Глобус», який проводив багато заходів, спрямованих на зміцнення та створення міжнародного і міжвишівського руху студентів. Декількома роками раніше розгорнулося літературно-творче об'єднання. Особлива увага приділялася і фізичній культурі — укладено секції з різних спортивних напрямків, а наймасовішою стала секція, присвячена лижному спорту.
За 1951−1970 роки виш випустив близько 7 тисяч фахівців, які були потрібні не тільки в Карелії, а й за її межами.

### ПетрДУ в 70-ті − перша половина 80-х років
Завдяки злагодженій роботі колективу викладачів і співробітників вишу до початку 70-х років можна було спостерігати зростання авторитету Карело-Фінського державного університету в Карелії і на Північному Заході країни.
1973 року був призначений новий ректор доктор історичних наук М. І. Шумілов, відомий своїми монографіями з історії Карелії і Європейської Півночі.
1975 року на фізико-математичному факультеті відкрилося нове відділення бухгалтерського обліку через потребу республіки в кваліфікованих економістах. Перший випуск 1979 року налічував 52 економісти. А 1980 року на базі відділення бухгалтерського обліку було засновано економічний факультет. До його складу входили три катедри: політичної економіки, бухгалтерського обліку і господарської діяльності, галузевої економіки. Першим деканом був призначений С. М. Поляков, 1982 року його змінив А. Г. Русаков.

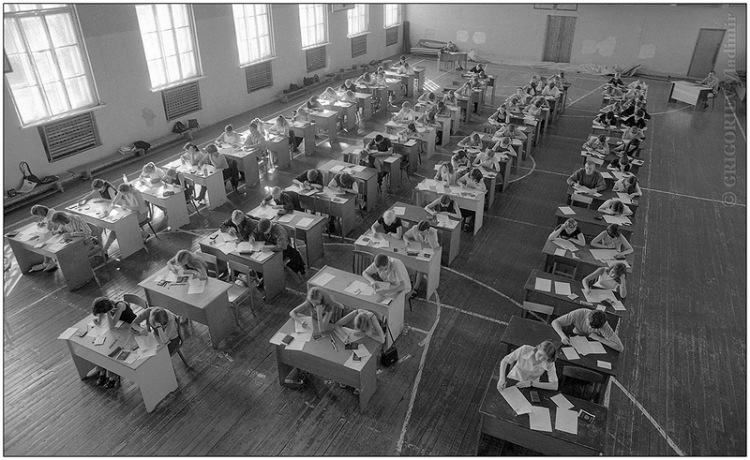
Абітурієнти-медики на вступних іспитах у приміщенні спортзалу ПетрДУ (теоретичний корпус)

Задля збільшення привабливості вишу серед абітурієнтів деканати і катедри вели енергійну профорієнтаційну роботу в республіці і сусідніх районах. Влаштовувалися підготовчі курси, у яких налічувалося близько 1800 людей. Влаштовувалися зустрічі викладачів з молоддю у школах і на підприємствах та спеціальні олімпіади серед старшокласників. Регулярно проводили «Дні відчинених дверей». Завдяки усім цим діям конкурс при вступі становив 2,3 особи на місце.
Особливу увагу приділяли підвищенню рівня освіти викладачів. Для зручності викладачів їм стали давати творчу відпустку для закінчення кандидатських і докторських дисертацій. Кількість тих, хто навчається в аспірантурі, щорічно становила 40-50 осіб..
У 70-ті роки більше уваги стали приділяти технічному оснащенню вишу, було обладнано вісім спеціальних аудиторій для показу кінофільмів, два лінґафонні кабінети. Було усучаснено комп'ютерні класи, навіть вдалося встановити комп'ютери ЕОМ третього покоління — ЄС-1022 та ЄС-1035.
Серед перших карельський виш у ці роки впровадив комплексну програму Мінвишу СРСР «АСУ-виш» (рос. «АСУ-вуз»), а для покращення внутрішньої роботи вишу, в ньому самостійно було розроблено та впроваджено підсистеми «Абітурієнт», «Контингент студентів», «Сесія», «Поточний контроль», «Громадсько-політична практика», «Випускник», «Контроль виконання рішень», «Кадри співробітників».
У період з початку 70-х і до кінця першої половини 80-х років університет закінчило 14,3 тисяч осіб.

### ПетрДУ у другій половині 80-х
У другій половині 80-х було оголошено необхідність початку перебудови системи вищої освіти. 1987 року ЦК КПРС і Рада Міністрів СРСР видали постанови, в яких університетську освіту визначали як найдосконалішу форму з організації та виховання молоді.
1986 року в рамках загальних змін у виші скасовали загальнотехнічний факультет. Історико-філологічний факультет був роз'єднаний на два незалежні факультети — філологічний та історичний. Та ж доля спіткала фізико-математичний факультет, він теж був розділений на фізичний факультет і математичний факультет.
Керівництво університету завжди дотримувалося думки, що система навчання повинна постійно вдосконалюватися, тому в другій половині 80-х років на факультетах було переглянуто, змінено або поповнено навчальні і робочі плани. У навчальних заняттях пріоритет стали віддавати активному й творчому освоєнню предметів. Більше часу стали віддавати самостійному вивченню матеріалу.
У рамках програми розвитку безперервної освіти 1987 року створено міжвідомчі курси підвищення кваліфікації керівних працівників народного господарства республіки.
У другій половині 80-х розширювалася співпраця з іноземними вишами. Були встановлені зв'язки з вузами міст Оулу і Куопіо (Фінляндія), Умео (Швеція), Дулут (США). Між вишами та ПетрДУ відбувався обмін викладачами і студентами, проводилися спільні наукові дослідження.
1988 року почалося будівництво нового комплексу університетських будівель в районі міста Петрозаводська Древлянка.
У цей період на математичному, фізичному, медичному та біологічних факультетах створено громадські студентські деканати, які займалися питаннями, пов'язаними зі стипендією, позанавчальним проведенням часу студентів.

### ПетрДУ в 21 столітті

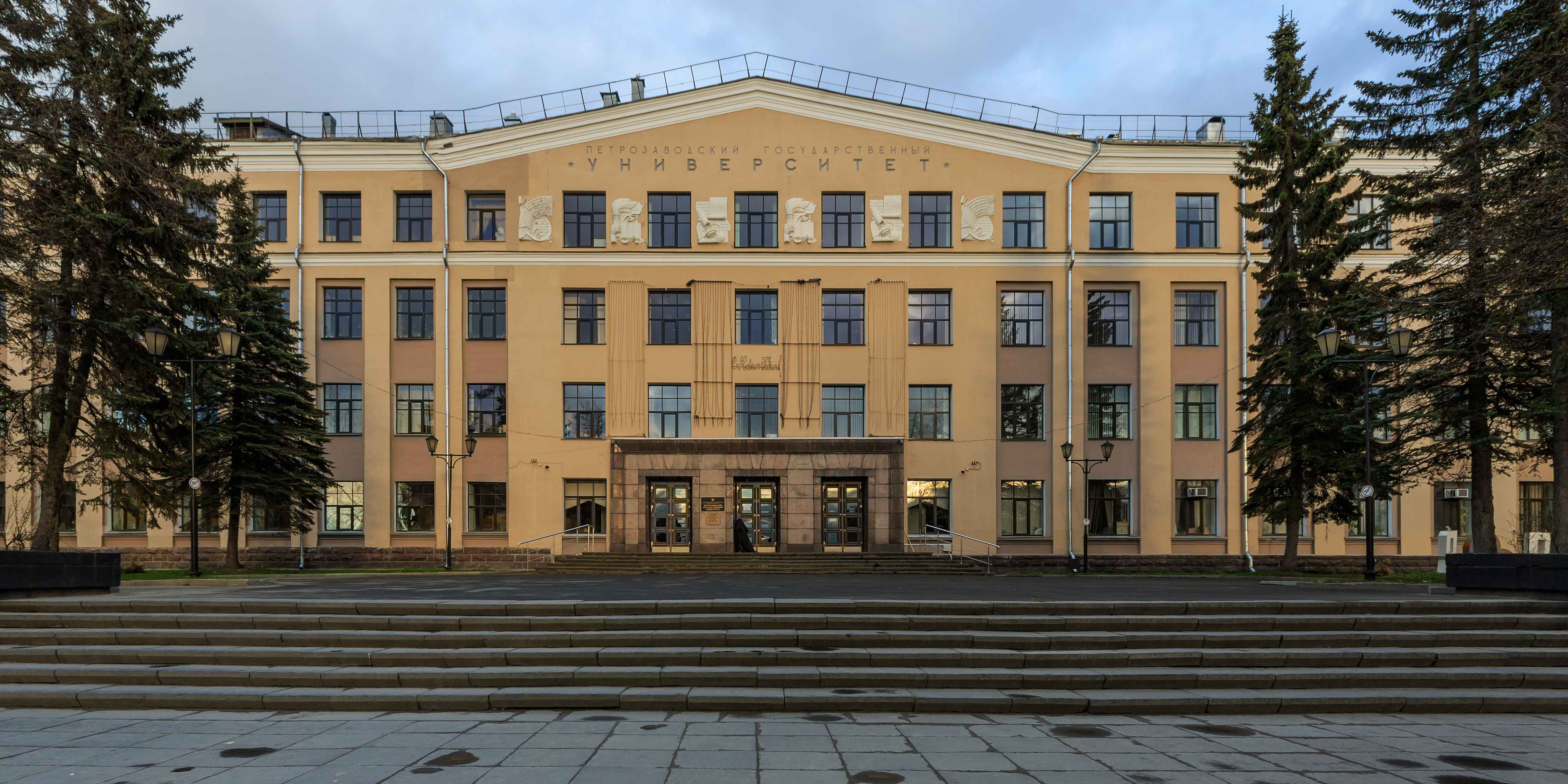
Головний корпус Петрозаводського державного університету

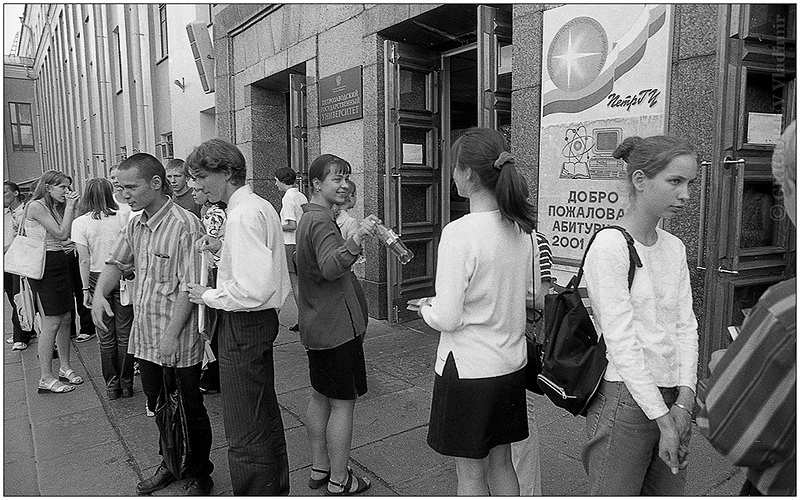
Абітурієнти коло головного входу до університету, 2001

У 21 столітті ПетрДУ є вишом із багатопрофільною класичною системою освіти. В університеті за даними за 2014 рік навчається 11231 студент, науково-педагогічних працівників понад 1000, з них 55 % мають вчений ступінь кандидата наук і 13,84 % — доктора наук.
На початок 2017 року університет складається із 11 освітніх інститутів:
- інститут біології, екології та агротехнологій;
- інститут іноземних мов;
- інститут математики і інформаційних технологій;
- інститут історії, політичних і соціальних наук;
- інститут лісових, гірничих і будівельних наук;
- інститут педагогіки і психології;
- інститут фізичної культури, спорту й туризму;
- інститут філології;
- інститут економіки й права;
- медичний інститут;
- фізико-технічний інститут.

На базі університету працюють 67 катедр.
2016 року Кольську філію ПетрДУ перетворено на філію «Мурманського арктичного державного університету» в місті Апатити Мурманської області.
У Петрозаводського державного університету є 40 дослідних та інноваційних центрів, бізнес-інкубатор, технопарк, власне видавництво, ботанічний сад, басейн «Онего», наукова бібліотека, що складається з понад мільйона чотирьохсот тисяч примірників книг. Сам виш розташовується у 8 корпусах, розміщених різними частинами міста.
За даними за 2016 рік Петрозаводський університет зайняв 30 рядок у національному рейтингу російських університетів. 2016 року ПетрДУ посів 257 місце з 516 університетів світу в «зеленому» рейтингу найекологічніших вишів. У цьому рейтингу всього вісім російських вишів.. 2014 року виш зайняв третій рядок у Національному рейтингу університетів, який проводиться «Інтерфаксом» й «Эхо Москвы» у категорії «Інтернаціоналізація». 2016 року ПетрДУ посів 2 місце в рейтингу вишів, складеному фондом В. О. Потаніна. Також ПетрДУ зайняв 797 у світі  на основі розгляду 24 мовних розділів Вікіпедії та 61 місце серед вітчизняних вишів  на основі аналізу згадок вишів у Російській Вікіпедії 2015 року, проведеного з використанням алгоритму PageRank.
Програмісти з петрозаводського вишу ставали чемпіонами Росії з програмування 2009 року, так само вони є володарями бронзових медалей 2007 і 2008 роках та срібної медалі 2010 року у чемпіонатах світу з програмування.
ПетрДУ має 77 діючих міжнародних угод з 23 країнами, до яких входять Фінляндія, Швеція, Норвегія, Франція, Німеччина, Португалія, Велика Британія, США, Канада, Бельгія, Корея, країни балтійського моря тощо.
У виші існують міжнародні підрозділи:
- Центр ПетрДУ — Метсо;
- Центр Нокіа — ПетрДУ;
- Центр ПетрДУ — Ponsse;
- Інститут міжнародних програм;
- Центр ЄС у Баренцевому регіоні Росії;
- Міжнародний літній університет;
- Міжнародний центр підготовки програмістів[41].

Також він веде співпрацю з міжнародними організаціями:
- ЮНЕСКО;
- Університет Арктики;
- Finnish-Russian University Cooperation in Telecommunication (FRUCT);
- Barents Peace Education Network;
- National Board of Education in Finland;
- International Association of Finno-Ugric universities;
- Joint Working Group on Education and Research of the Barents Euro-Arctic Region[41].

Щороку близько 200 іноземних студентів приймає у себе ПетрДУ, та, своєю чергою, близько 250 студентів і викладачів з ПетрДУ проходять навчання і стажування за кордоном.
Петрозаводський університет займається соціальною підтримкою студентів, він надає їм такі можливості: медичне страхування, матеріальну допомогу, поправку здоров'я в профілакторії ПетрДУ, літній відпочинок на морі, відпочинок в санаторіях Карелії, відпочинок у навчально-оздоровчому центрі «Урозеро» та спортивно-оздоровчому таборі «Шотозеро».

#### Реорганізації (2010−2013)
До 2010 року до структури ПетрДУ входило чотири філії: Кольська, Приладозька, Біломорська, Костомукська. 2010 року вчена рада ПетрДУ ухвалила рішення про ліквідацію Костомукської філії.
2012 року за підсумками моніторингу діяльності федеральних освітніх установ з усіх філій ПетрДУ ефективною визнано лише Кольську філію, розташовану в місті Апатити Мурманської області. Згодом з почину керівництва ПетрДУ у вересні 2012 року закрито Приладозьку філію у місті Сортавала.
У лютому 2013 року, після того, як Карельську державну педакадемію визнано недієвою, в Міністерстві освіти Республіки Карелія підписали наказ про злиття педакадемії з ПетрДУ. У процесі об'єднання двох вишів на базі колишньої академії утворено три інститути ПетрДУ: психолого-педагогічний, інститут фізкультури, спорту і туризму, а також інститут іноземних мов, інші факультети КДПА увійшли до складу катедр ПетрДУ.

#### 2020-ті роки (2017 − дотепер)
2017 року університет отримав статус опорного вишу РФ.
2 березня 2022 року понад двісті студентів, випускників та співробітників ПетрДУ підписали відкритий лист проти вторгнення Росії в Україну. Того ж дня ввечері заангажоване керівництво ПетрДУ заявило, що частину підписів у цій петиції підроблено, оскільки підписи збирають без підтвердження особи та підписують переважно випускники університету минулих років. Потім 6 і 7 березня ректор ПетрДУ А. В. Воронін підписав звернення Російського союзу ректорів та звернення Ради ректорів вишів Карелії і республіканської Асоціації професійних освітніх організацій на підтримку російського нападу на Україну.

### Специфіка
Загалом університет створений радянською владою для формування нової карело-фінської ідентичності, яка мала розвиватися за канонами «соціалістичної нації» — на противагу «капіталістичній» фінській нації.
Не зважаючи на спекулятивний ідеологічний імпульс, з перших днів існування Карело-Фінського універистету тут була створена катедра фіно-угорської філології під керівництвом видатного вченого-карелознавця академіка Дмитра Бубриха. Але вже у 1950-х роках впроваджується викладання російської мови, а фіно-угрознавчі предмети згортаються.
У часи Російської Федерації університет функціонує в інтересах виключно російськомовного населення Республіки Карелія, здійснюючи по суті колоніальну, русифікаторську освітню функцію на фінських, карельських та вепських територіях. Жодна із дисциплін не викладається карельськими мовами. Єдиний підрозділ, де ще враховано фіно-угорську природу Карелії — факультет прибалтійсько-фінської філології та культури, кількість студентів на якому постійно зменшується.

## Університетський кампус

### IT-парк
Інноваційно-технологічний парк при ПетрДУ є сукупністю кількох наукових лабораторій. Парк було створено задля просування високотехнологічної продукції в північних країнах і в Російській Федерації, спираючись на науково-освітню та науково-технологічну здібності свого персоналу.
Розробки IT-парку впроваджено групою «Ілім», Архангельським, Кондопозьким, Сегезьким та іншими великими підприємствами Росії. 2010 року у ПетрДУ створено два пілотні малі інноваційні підприємства «Інвестбізнесконсалтинг» та «Опті-Софт». У рамках IT-парку 2010 року створено Студентський бізнес-інкубатор, також, створено Центр молодіжного винахідництва.
Центри IT-парку:

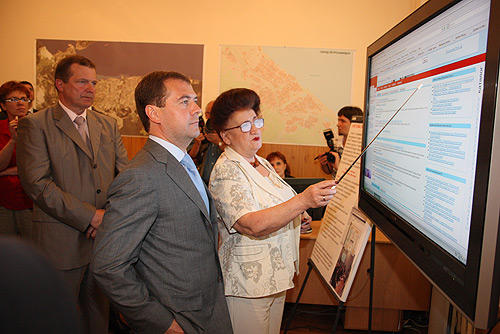
Рузанова Н. С. (директор РЦ НІТ ПетрДУ) розповідає про досягнення університету високої комісії (президент Росії Д. А. Медведєв, губернатор Карелії С. Л. Катанандов), 2008

- Центр ПетрДУ-Метсо Систем Автоматизації (PMASC). Робота Центру полягає у наданні послуг в царині інформаційних технологій та розробці автоматизованих систем управління підприємствами і технологічними процесами. В основному, замовники послуг Центру — це російські і зарубіжні промислові підприємства, фірми з розробки програмного забезпечення, торгові підприємства. Центр співпрацює з компанією Метсо[62], розробляючи ПЗ на замовлення «Metso Automation Inc.» і «Metso Minerals Inc.». Крім цього, в Центрі працюють два відділи: АСУП, що займається розробкою ПЗ для промислових підприємств та АСУТП, діяльність якого пов'язана з автоматизованими системами управління технологічними процесами[63].
- Регіональний ресурсний Центр з інформатизації при ПетрДУ (РРЦІ). РРЦІ засновано 1995 року на базі Регіонального Центру нових інформаційних технологій (РЦ НІТ), створеного чотирма роками раніше. Метою створення Регіонального Центру інформатизації було вирішення проблем розвитку інформаційного середовища Північного регіону Росії[64]. З 2014 року завдання РРЦІ при ПетрДУ виконує РЦ НІТ. Діяльність Центру пов'язана з технологіями електронного навчання, створенням інтернет-ресурсів задля розвитку освіти, культури і науки, створенням геоінформаційних систем для регіональних проєктів, обслуговуванням обчислювальної мережі ПетрДУ та багатьом іншим[65].

#### Клуб творчості програмістів
Також у будівлі IT-парку розташовано клуб творчості програмістів ПетрДУ, відомий не тільки у Росії, а й поза її межами. Клуб займається підготовкою студентів і школярів до олімпіад з програмування, а також пошуком здібних людей і популяризацією спортивного програмування. Двічі на рік клуб проводить міжнародні студентські збори із програмування, в яких беруть участь команди з усієї Росії, а також з ближнього і далекого зарубіжжя.. Завдання для учасників зборів готують тренера й учасники провідних команд Росії та ближнього, і зрідка далекого зарубіжжя. Також клуб проводить шкільні і студентські олімпіади. Традиційно, подібні змагання відбуваються так: команда з трьох осіб протягом 5 годин вирішує 8-13 завдань, використовуючи лише один комп'ютер. Перевірка правильності рішення здійснюється автоматично на сервері за допомогою підготовленого авторами завдань набору тестів.
Команди Петрозаводського державного університету вже вісім разів представляли збірну Росії у фіналі Чемпіонату світу з програмування: 2002, 2004, 2006, 2014 і 2017 медалі виграти не вдалося, 2007 і 2008 годах стали бронзовими призерами змагань, а 2010 року, в Китаї, — срібним.

### Спортивно-оздоровчі бази

#### «Шотозеро»

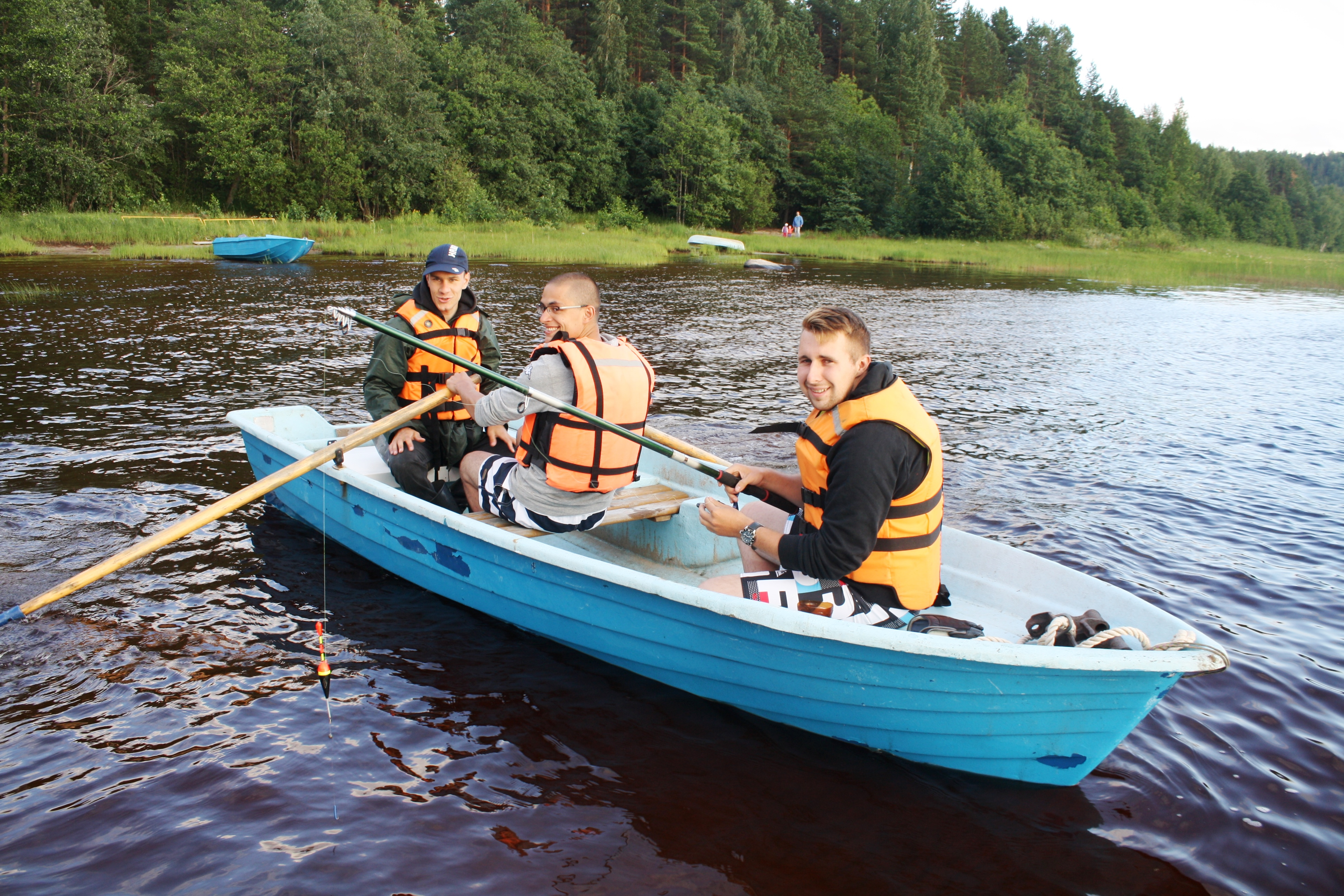
Студенти ПетрДУ на риболовлі на зміні у Шотозері

1961 року задля улаштування культурного дозвілля студентів і викладачів університету, створення умов для спортивних занять, а також проведення літніх шкіл, семінарів і навчальних практик у Пряжинському районі на озері Шотозеро створено спортивно-оздоровчий табір. Працює табір у літню пору, може приймати до 70 осіб за зміну.
До 1963 року на території табору під керівництвом І. Нікошкова проводилося навчання мотоциклістів й організовувалися агітмотопробіги до сусідніх населених пунктів з концертами: Сямозеро, Крошнозеро тощо.
З 2008 року в таборі навчаються студенти-учасники проєкту «Адаптер» Профкому студентів ПетрДУ: проводяться заняття з командотворення, конфліктології, ораторської майстерності, а також зустрічі з представниками регіональної і муніципальної виконавчої влади, керівництвом університету. Проєкт спрямовано на допомогу першокурсникам у звиканні до студентського життя у виші.
З 2011 року у «Шотозеро» проводиться щорічна літня школа винахідництва та підприємництва студентського бізнес-інкубатора ПетрДУ, а також форуми факультетів і інститутів, виїзди Академічного хору ПетрДУ, збори учасників Клубу творчості програмістів під керівництвом В. А. Кузнєцова. Крім планових змін, табір збирає спортивно-патріотичні клуби всієї Росії з 2014 року, приймаючи понад 100 спортивних лідерів.
Начальником табору з 2000 року є старший викладач катедри фізичної культури Г. А. Крикунов.

### Гербарій і Ботанічний сад
Гербарий ПетрДУ
Гербарій ПетрДУ засновано 1940 року, одночасно зі створенням університету і є найбільшою колекцією Північного Заходу Росії.
Гербарій ПетрДУ входить до Міжнародну базу гербаріїв світу з індексом PZV.
Видатні вітчизняні ботаніки XIX і XX століть — Ф. І. Рупрехт, І. П. Бородін, Ю. Д. Цинзерлінг, В. Л. Комаров, М. Л. Раменська та інші зробили свій внесок у створенні колекції. На 2017 рік колекційний фонд Гербарія ПетрДУ становить 76050 зразків і включає гербарії судинних рослин, мохоподібних, великих водоростей, лишайників й афілофороїдних грибів.
Гербарій ПетрДУ послужив основою всіх випусків «Червоної книги Республіки Карелія».
Ботанічний сад ПетрДУ
Ботанічний сад Петрозаводського державного університету засновано 1951 року як навчально-допоміжний заклад на базі підсобного господарства Солом'янського лісопильного заводу. Розташування саду поблизу північних кордонів природного поширення багатьох видів сприяло інтродукції деревних і трав'янистих рослин. Тут проводять екскурсії, наукові дослідження, а також навчальну і виробничу практику студентів.
Спочатку площа саду становила 14 гектарів. Керував роботами з організації саду Михайло Васильович Іванов. Завдяки йому було створено необхідні умови для проведення навчальної практики студентів агрономічної та біологічної спеціальностей, а також для наукових досліджень співробітників кафедри ботаніки (А. С. Лартратова, Є. А. Овчиннікова) і рослинництва (М. М. Ізергіна, І. Л. Нікіфорова, В. І. Соколова, А. В. Штанько).

1953 року, коли я тільки-но починала свою роботу в Ботанічному саду, першими дослідами зі створення родових комплексів ялиці і модрини («чудо-дерева», за висловом Петра Великого), ми спорядили експедицію в Північне Приладожжя і на Валаам. Багато посадкової сировини отримали, особливо із Сортавальського розплідника. На жаль, його більше немає: після смерті директора, чудового ентузіаста Миколи Олексійовича Югана, розплідник пограбували, а територію забудували…
Оригінальний текст (рос.)
В 1953 году, когда я только начинала свою работу в Ботаническом саду, первыми опытами по созданию родовых комплексов пихты и лиственницы («чудо-дерева», по выражению Петра Великого), мы организовали экспедицию в Северное Приладожье и на Валаам. Много посадочного материала получили, особенно из Сортавальского питомника. К сожалению, его больше нет: после кончины директора, замечательного энтузиаста Николая Алексеевича Югана, питомник разграбили, а территорию застроили…
— Антонина Степановна Лантратова

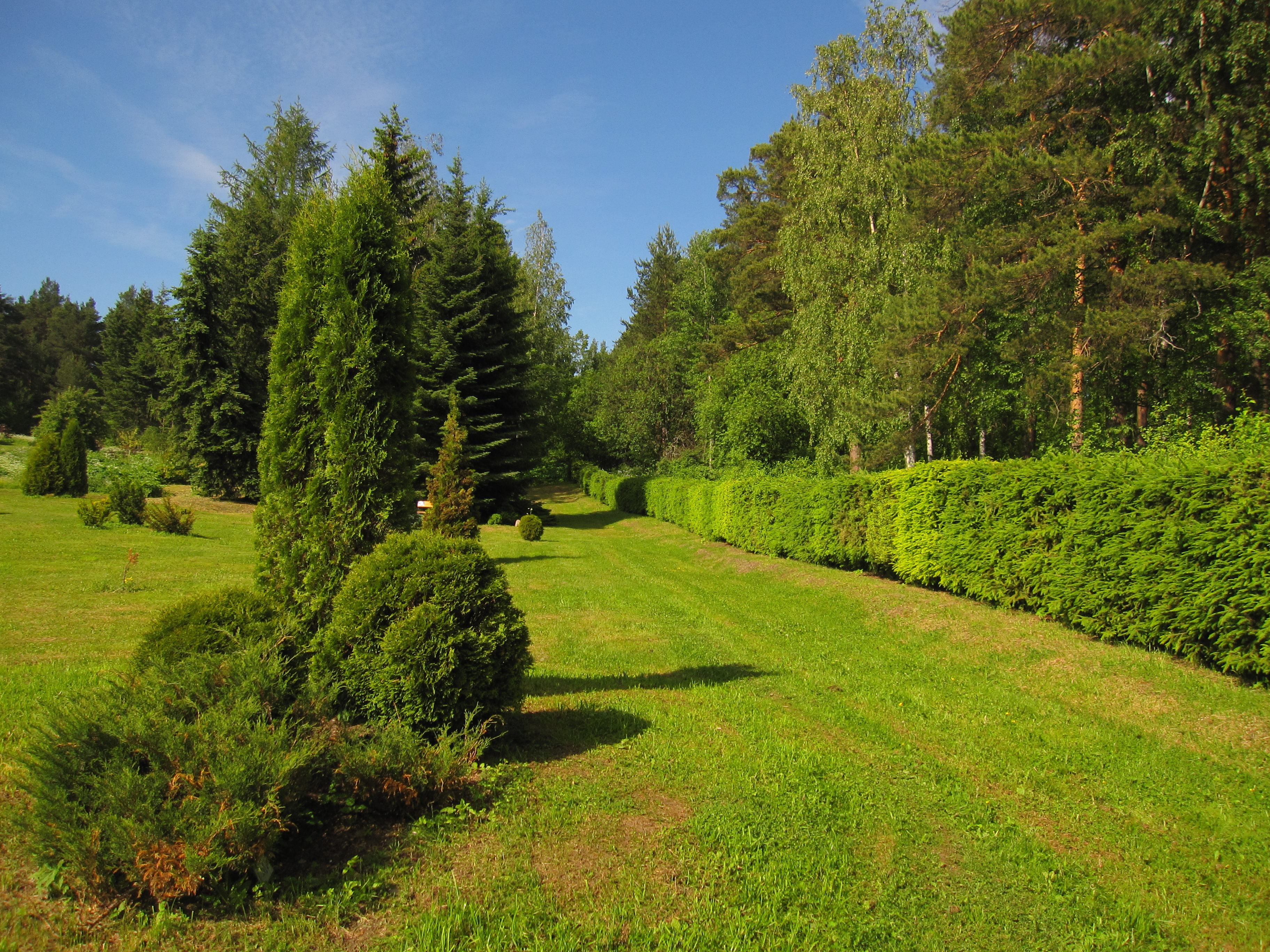
Центральна частина ботанічного саду ПетрДУ у літню пору (червень)

З 1960 до 1993 року директором був Павло Васильович Крупишев. Йому вдалося збільшити до середини 60-х років ділянку саду до 140 гектарів, що дозволило збільшити і створити нові ботанічні колекції. Територію саду було розділено на 5 частин: три відділи (дерев'яних рослин, плодово-ягідних культур і трав'янистої флори) було влаштовано в закритій зоні, а заповідна ділянка з природною рослинністю і сад регулярного планування було виділені у вільній зоні.
1976 року, в дендрарії, налічувалося до 300 видів дерев і чагарників, 116 сортів яблуні, по 26 сортів чорної смородини і порічок, 16 — аґрусу, 19 — малини, 7 — вишні, 190 сортів гладіолусів і 80 сортів тюльпанів; колекція рідкісної флори Фенноскандії та Карелії. Створений на основі саду розплідник забезпечував населення Петрозаводська посадковою сировиною. До численних завдань Ботанічного саду також входило створення виняткового зеленого ландшафту міста.
Окрім створення й утримання ботанічних колекцій, у ботанічному саду проходять навчальну і виробничу практику студенти біологічного, агротехнічного й лісоінженерного факультетів. Тут вони закріплюють свої знання і навички в таких галузях, як ботаніка, дендрологія, генетика і селекція, фізіологія рослин, квітництво, плодівництво, захист рослин від шкідників і хвороб. Також тут студенти здобувають досвід для своїх курсових і дипломних робіт. Ботанічний сад проводить наукові дослідження спільно з катедрою ботаніки і фізіології рослин, висліди цих досліджень публікуються у матеріалах різних конференцій.
1993 року директором ботанічного саду став кандидат біологічних наук Олексій Анатолійович Прохоров. Найважливішими засадами його праці стали привабливість саду для відвідувачів, зручність для співробітників, вивчення і збереження аборигенної флори, користь для міста, впровадження нових інформаційних технологій. 1996 року заповідна ділянка саду збільшилася на 289 гектарів. Ботанічний сад ПетрДУ є місцем відпочинку й екскурсій міщан та гостей Петрозаводська.

### Астрономія
Обсерваторія Астеріон — астрономічна обсерваторія при ПетрДУ, заснована у жовтні 2008 року при університетському астрономічному клубі студентів.
Спостережна станція Шелтозеро ПетрДУ — астрономічна експедиційна наглядова станція ПетрДУ, заснована 2009 року в районі села Шелтозеро. Станція працює переважно під час літніх експедицій у серпні. Код обсерваторій Центру малих планет було присвоєно наглядовій станції в вересні 2010 року. Усього було три астрономічні експедиції на цю станцію з 2009 по 2011 рік.

## Академічний профіль

### Стипендії та фінансова підтримка
Окрім звичайної академічної стипендії, студенти в ПетрДУ можуть отримувати додаткові стипендії.
Студенти, які навчаються на гуманітарних спеціальностях і мають оцінки «добре» та «відмінно», можуть претендувати на отримання стипендії від Оксфордського російського фонду.

### Наукова бібліотека ПетрДУ
Заснування наукової бібліотеки
Наукову бібліотеку Петрозаводського державного університету створили 1940 року разом з університетом. Фонд Карельського педагогічного інституту в 60000 книг став базою для її створення.
Наукова бібліотека під час Німецько-радянської війни
Під час Німецько-радянської війни фонд знищенили. За години окупації Петрозаводська університет майже 3 роки перебував у Сиктивкарі.
30 липня 1944 року, після звільнення Петрозаводська, університет знову повернувся на батьківщину. Будівлю ПетрДУ було майже повністю зруйновано. Близько 40 тисяч томів університетської бібліотеки, експонати зоомузею було вивезено до Фінляндії.
Ми знову обладнаємо всі кабінети й аудиторії університету, ми зберемо всі вцілілі книжки та передамо їх до нашої бібліотеки… ще ширше розгорнемо науково-дослідницьку роботу на користь нашій республіці, влаштовуємо агітбригаду для Карельського фронту. Студенти своєю працею допоможуть у відновленні міста…
Петрозаводський університет, 20 серпня 1944 р..
20 серпня 1944 року сталися університетські комсомолські збори, на яких вирішено всіма силами відновити будинок університету, аби він міг нормально працювати.
Після повернення в Петрозаводськ директор О. В. Кадлубовська, Л. М. Ярвінен і 3. Н. Доброхотова відновлювали обладнання, розкопували книги в зруйнованих будинках, розбирали їх і систематизували. У цьому їм велику допомогу надали студенти, а також викладачі: професори С. В. Герд, Д. В. Бубрих, Є. А. Веселов, Г. В. Попов, Є. М. Хейсин. Основою наукової бібліотеки став книжковий фонд Сиктивкарського педінституту.
Наукова бібліотека у повоєнний час
1947 року бібліотеці став надаватися платний обов'язковий примірник за профілем університету, що стало початком для становлення нового книжкового фонду наукової бібліотеки.
1967 року книжковий фонд бібліотеки становив 350 тис. примірників. Тоді бібліотека мала багатий вибір журналів — 356. Щорічно бібліотека підписувалася на 30 журналів та 16 газет. При необхідності отримати якусь книгу чи журнал, була можливість виписати їх за міжбібліотечним абонементом (МБА) з 25 найбільших бібліотек СРСР.
У бібліотеці було 3 каталоги (алфавітний, систематичний, предметний) та система картотек, які допомагали орієнтуватися у бібліотеці.
Тоді в бібліотеці знаходилися 3 абонементи (наукової і художньої книги, навчальної літератури та медичної книги), 3 читальні зали на 400 місць загалом та 23 катедральних і кабінетських бібліотек. Нові книги показувалися читачам на виставках у читальних залах, на відкритих переглядах та в дні інформації.
У бібліотеці проводили масову виховну роботу зі студентами: проводилися різні тематичні виставки, бібліографічні огляди книг, бесіди. Також щорічно проходили бібліотечно-бібліографічні заняття для першокурсників, на яких студентів знайомили з бібліотекою та її устроєм..
Фонд бібліотеки у 1980-ті − 2000-і роки
У науковій бібліотеці забезпечено доступ до бібліотечних баз даних OCLC First Search, Springer, Willey & Sons, медичної реферативної бази даних Medline та іншим електронним каталогам.
У 90-ті роки щорічно силами викладачів та співробітників університету видавалися 120-130 друкованих праць, більше 80% з них — підручники, навчальні посібники, методичні вказівки, плани семінарських занять, робочі зошити тощо.
До середини 80-х книжковий фонд бібліотеки досяг 700 тис. одиниць зберігання.
1997 року до наукової бібліотеки надійшло 18996 видань, з них 8565 примірників наукової літератури, а за 1998 рік — 23147 книг, з котрих 8575 — наукової літератури.
Бібліотека провела 146 книжкових виставок і переглядів письменства.
2013 року Карельську державну педагогічну академію (КДПА) було приєднано до ПетрДУ.
Іноземна література у бібліотеці
1981 року у фондах університетської бібліотеки налічувалося 46 назв часописів та 3500 книг фінською мовою, отриманих з власне Фінляндії. За 1979−1981 роки по лінії обміну було отримано 684 примірників книг і журналів. Наукова бібліотека університету обмінювалася літературою з вісьма громадськими товариствами Фінляндії: бібліотеками університетів Гельсінкі, Оулу, Йоенсуу, товариством «Фінляндія — СРСР», Інститутом культурних зв'язків між СРСР і Фінляндією, суспільством з вивчення лісу, церковним музеєм м. Куопіо, суспільством з вивчення природи.
З 6 по 11 жовтня 1992 року делегація ПетрДУ у складі ректора В. М. Васильєва, проректорів В. А. Гуртова та О. О. Лопуха, декана медичного факультету Ю. В. Лупандіна і директора бібліотеки М. П. Отливанчик перебувала в університеті м. Умео (Швеція) заради підписання двостороннього договору про співпрацю. Завдяки переговорам з керівництвом університету, факультетів та різних підрозділів договір про співпрацю двох університетів було підписано. Цей договір передбачав обмін студентами, викладачами, аспірантами, інформацією, книжковим фондом.
Співробітники наукової бібліотеки

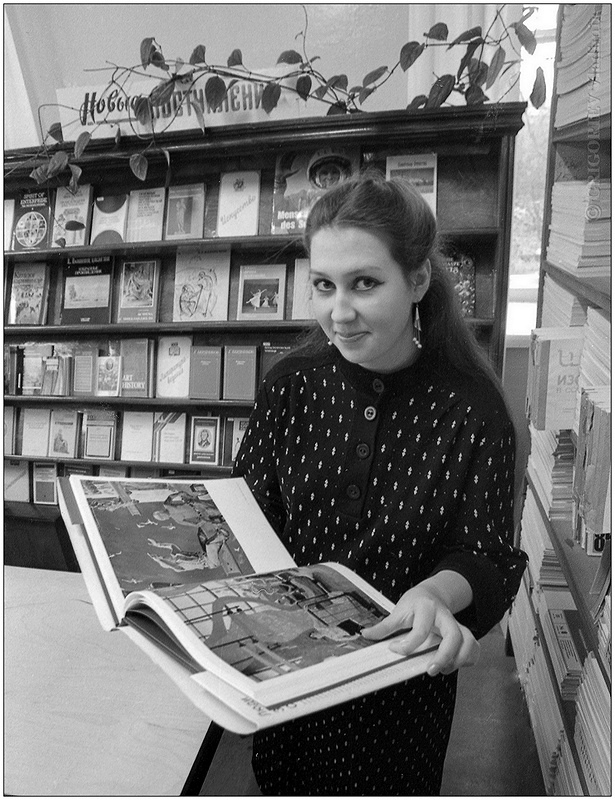
Співробітниця бібліотеки університету

У 1944−1948 роках до бібліотеки прийшли Лаура Матвіївна Ярвінен, Зінаїда Миколаївна Доброхотова, Ідея Микитівна Булочкіна, Євдокія Іванівна Хворостова.
Віра Степанівна Клодт 35 років пропрацювала у бібліотеці — спочатку її завідувачкою, а згодом директором. 1950 року, коли вона прийшла на роботу, штат бібліотеки складався з 5 осіб, а книг було 64 тисячі примірників. Вона зробила великий внесок у розвиток бібліотеки, завдяки її зусиллям у Петрозаводську створили міжвідомчу раду зі секцією вишівських бібліотек, яка пізніше стала методичним об'єднанням. З її почину започато бібліотечне відділення на факультеті громадських професій університету. Її заслуги було відзначено численними нагородами, такими як знак «За відмінні успіхи в роботі», почесне звання «Заслужений працівник культури Карельської АРСР», бронзова медаль ВДНГ «За досягнуті успіхи в розвитку народного господарства СРСР». З 1985 року директором бібліотеки є М. П. Отливанчик.
Бібліотечно-бібліографічне відділення
У 70-ті роки на бібліотечно-бібліографічному відділенні навчалися 30 студентів-істориків і філологів. Керувала цим відділенням директор бібліотеки ПетрДУ В. С. Клодт. На першому курсі студенти знайомилися із постановкою бібліотечної справи і з основами комплектування бібліотек. На другому році навчання вони набували навичок складання бібліографії, рекомендаційних списків, ведення карток, видачі довідок. Багато часу приділялося практичній роботі в бібліотеці, обслуговуванню читачів на абонементі і в читальній залі, влаштування диспутів, конференцій, виставок. Студенти, які прослухали дворічний курс, могли працювати у шкільних та інших бібліотеках.
Фонд рідкісної книги
Основою зборів стародруків бібліотеки стала приватна колекція, зібрана в Медвеж'єгорському районі доцентом КДПА В. П. Єршовим. Збірка містить виняткову книгу: Іоанн Златоуст. Розмови на євангеліста Матвія. Частина 1 (Бесіди 1-45). Москва, 1664. За вкладним записом було визначено приналежність книги давньоруському письменнику і старцю Кожеєзерського монастиря Боголепу Леву. Збірка рукописів і стародруків В. П. Єршова перейшла до наукової бібліотеки у 2003−2004 роках.